# فلاویو ونازلا
فلاویو ونازلا (ایتالیایی: Flavio Vanzella؛ زادهٔ ۴ مارس ۱۹۶۴) دوچرخه‌سوار اهل ایتالیا است.